# Госейнабад (Заліян)
Госейнабад (перс. حسين اباد) — село в Ірані, у дегестані Поль-е Доаб, у бахші Заліян, шагрестані Шазанд остану Марказі. За даними перепису 2006 року, його населення становило 93 особи, що проживали у складі 29 сімей.

## Клімат
Середня річна температура становить 12,04 °C, середня максимальна – 30,70 °C, а середня мінімальна – -8,56 °C. Середня річна кількість опадів – 290 мм.
| Клімат поселення                              | Клімат поселення | Клімат поселення | Клімат поселення | Клімат поселення | Клімат поселення | Клімат поселення | Клімат поселення | Клімат поселення | Клімат поселення | Клімат поселення | Клімат поселення | Клімат поселення | Клімат поселення |
| Показник                                      | Січ.             | Лют.             | Бер.             | Квіт.            | Трав.            | Черв.            | Лип.             | Серп.            | Вер.             | Жовт.            | Лист.            | Груд.            |                  |
| Середній максимум, °C                         | 7,17             | 8,70             | 12,36            | 18,28            | 23,41            | 28,69            | 30,70            | 30,61            | 25,72            | 19,76            | 13,13            | 7,78             |                  |
| Середня температура, °C                       | −0,69            | 0,83             | 4,48             | 10,40            | 15,54            | 20,81            | 24,93            | 24,85            | 19,96            | 13,99            | 7,36             | 2,01             |                  |
| Середній мінімум, °C                          | −8,56            | −7,03            | −3,36            | 2,55             | 7,68             | 12,96            | 19,16            | 19,07            | 14,18            | 8,22             | 1,59             | −3,75            |                  |
| Норма опадів, мм                              | 44               | 39               | 51               | 38               | 32               | 6                | 1                | 1                | 0                | 8                | 28               | 42               |                  |
| Середньомісячна швидкість вітру, м/с          | 1.96             | 2.58             | 3.15             | 3.11             | 2.85             | 2.47             | 2.46             | 2.48             | 2.36             | 2.17             | 1.72             | 2.02             |                  |
| Середньомісячна сонячна радіація, кДж/м²·день | 9048             | 12319            | 14887            | 18185            | 22144            | 26967            | 25894            | 24099            | 21231            | 15668            | 10897            | 8883             |                  |
| --------------------------------------------- | ---------------- | ---------------- | ---------------- | ---------------- | ---------------- | ---------------- | ---------------- | ---------------- | ---------------- | ---------------- | ---------------- | ---------------- | ---------------- |
| Джерело:                                      |                  |                  |                  |                  |                  |                  |                  |                  |                  |                  |                  |                  |                  |